# Zirkonium
Zirkonium är ett grå-vitt metalliskt grundämne som kemiskt liknar titan.

## Egenskaper
Zirkonium har god motståndskraft mot korrosion och låg benägenhet att absorbera neutroner (har liten träffyta).
Zirkonium är mycket reaktivt, och förenar sig lätt med syre, kväve och kol. Även små mängder förorening med dessa ämnen har stor inverkan. Generellt ökar hårdheten så mycket att resulterande metall motstår fortsatt bearbetning. Avsiktlig tillsats av små mängder aluminium, krom, molybden, nickel, niob, titan eller volfram kan öka den mekaniska hållfastheten och användbarheten avsevärt.
Atomen har en omvandlingspunkt vid 863 °C. Under denna temperatur legerar sig zirkonium inte spontant med andra metaller. (Jämför guld i kontakt med kvicksilver.)
Vid temperaturer över ca 1 000 °C reagerar zirkonium snabbt och exotermt med vatten under bildning av vätgas och zirkoniumoxid.
I luft får zirkonium snabbt ett tunt överdrag av zirkoniumdioxid, ZrO2 och zirkoniuminitrid, ZrN. Överdraget är mycket hårt och tätt och hindrar fortsatt påverkan. Så skyddat motstår zirkonium kall utspädd salpetersyra, kall utspädd svavelsyra och t o m varm utspädd klorvätesyra. Även mot starka baser är motståndskraften god, t.ex. mot natriumhydroxid, NaOH. Motståndskraften mot kokande vatten och överhettad vattenånga, som är mycket aggressivt, är bättre än vad s.k. rostfritt stål har.
Zirkoniumpulver är självantändande i närvaro av syre. 
En nackdel är att zirkonium är dyrt. 1956 kostade zirkoniumsvamp cirka 114 kr/kg. 1956 uppskattades detta öka priset till omkring 230 kr/kg. Omräknat till prisnivån i mitten av 2020-talet motsvarar detta flera tusen kr/kg. I själva verket kostar zirkonium i dag omkring 400 kr/kg, mycket på grund av en stor produktion i Kina.

## Historia
Zirkoniumdioxid framställdes 1789 ur mineralet zirkon av den tyska kemisten Martin Heinrich Klaproth. Metalliskt zirkonium isolerades av Jöns Jacob Berzelius 1824. Namnet kommer av zirkon, vars namn i sin tur kommer av Persiskan (زرگون)zargun, guldfärgad.

## Användning
- Den goda motståndskraften mot korrosion samt låga benägenheten att absorbera neutroner gör att zirkoniumlegeringar är ett vanligt kapslingsmaterial för uranbränsle i kärnreaktorer[4]. Det låga absorptionstvärsnittet om 0,18 barn [1] förbättrar neutronekonomin i klyvningsprocessen samt minskar benägenheten för materialet att försämras av neutronbestrålning. Normalt samexisterar zirkonium och hafnium, men till skillnad från zirkonium är hafnium en mycket bra neutronabsorbator (absorptionstvärsnitt 120 barn), varför det ur denna synpunkt är viktigt att kunna separera de två ämnena. För att zirkonium ska kunna användas i kärnreaktorer måste hafniumhalten vara mindre än 100 ppm.[5] Zirkoniums benägenhet att reagera med vatten vid höga temperaturer är väl känd och en försvårande omständighet vid olycksförlopp med överhettat kärnbränsle.[6]
- Zirkonium används i vissa proteser och implantat eftersom det inte är giftigt.
- Zirkoniumdioxid (ZrO2) används i kemiska laboratorier till mortlar och i metallurgiugnar. Eftersom den är mekaniskt starkt och flexibelt, kan pulvret sintras till keramiska knivar.[7]

## Förekomst

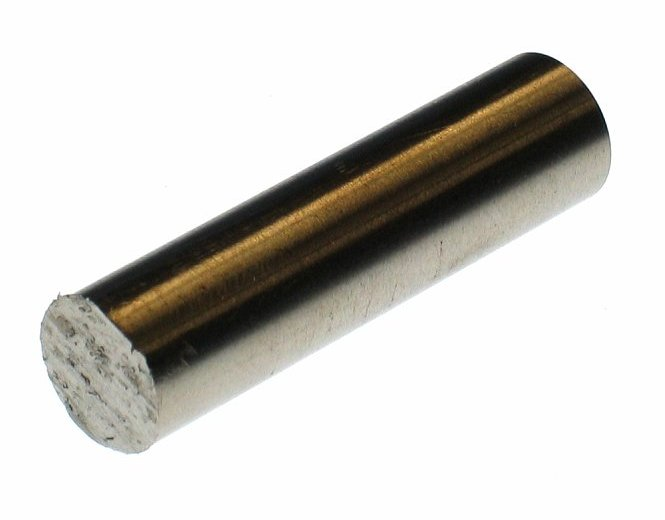
Zirkoniumstav

Zirkonium är ganska vanligt i jordskorpan (det tjugonde vanligaste) och återfinns speciellt i Ryssland och Sydafrika. Zirkon (zirkoniumsilikat, ZrSiO4) är det vanligast naturligt förekommande zirkoniummineralet. Det finns som vittringsrest i strandsand. Brytvärda mängder finns huvudsakligen i Australien, men även i någon mån i Indien. Baddelyit, även kallat zirconia innehåller 90–93 % zirkoniumdioxid, ZrO2 och utvinnes mest i Brasilien. Zirkit är ett blandmineral, som innehåller 73 – 85 % zirkon samt baddeleyit. Zirkonium förekommer ofta tillsammans med hafnium, uran och torium.

## Framställning
När Jöns Jacob Berzelius första gången framställde zirkonium var det ur kaliumfluorzirkonat (K2ZrF6) som reducerades med kalium.
Nu för tiden framställer man zirkonium genom att reducera zirkoniumklorid (ZrCl4) med magnesium (krollprocessen).
ZrCl4 + 2Mg → 2MgCl2 + Zr
Zirkonium kan även framställas genom reduktion av zirkoniumoxid med magnesium eller kalcium.
ZrO2 + 2Ca → 2CaO + Zr

### Exempel på industriell framställning
- Grävmaskin lastar zirkonsand på lastbil, som transporterar sanden till anrikning på skakbord. Järn m m tas bort med magnetiska och elektrostatiska separatorer. Innehållet av 2 % hafnium fångas inte av fysiska metoder, utan måste tas bort på kemisk väg.
- Ett koncentrat av 65 % ZrO2 upphettas i en ljusbågsugn med förbrukningsbara kolelektroder, varvid zirkoniumkarbid, ZrC bildas. Sandens oönskade innehåll av kisel frånskiljes i form av kiseldioxid,SiO2. Kiseldioxid är lättfllyktigt och avgår i form av rök. Zirkoniumhalten är nu 75 – 85 %
- Zirkoniumkarbiden kloreras med klorgas Cl2, varvid zirkoniumtetraklorid, ZrCl4 bildas samt en blandning av oönskad kilseltetraklorid, SiCl4, titantetraklorid, TiCl4, aluminiumtriiklorid, AlCl3 och hafniumtetraklorid, HfCl4. Detta upphettas till 331 °C, då zirkoniumtetraklorid sublimerar till gasform. Genom fraktionerad kylning därefter separeras lättflyktig kiseltetraklorid, titantetraklorid och aluminiumtriklorid som nyttiga biprodukter. Hafnium liknar zirkonium kemiskt och följer zirkonium vidare i processen.
- Om zirkonium ska användas i kärnkraftsammanhang är minsta spår av kvarvarande hafnium skadligt. Efter kylningen återstår zirkoniumtetraklorid, förorenat med hafniumtetraklorid till fast form. Detta omvandlas så till vattenlösliga salter. Genom tillsats av vissa i vatten olösliga organiska lösningsmedel som attakerar zirkonium hellre än hafnium eller tvärtom, allt efter val av det organiska lösningsmedlet kan man separera hafnium från zirkonium. Efter ytterligare några kemiska steg har man så fått bort hafniumdioxid, HfO2 som användbar biprodukt samt ren zirkoniumtetrahydroxid, Zr(OH)4.
- Den nu hafniumfria zirkoniumtetrahydroxiden filtreras och torkas varpå följer kalcinering. Återstoden är ren zirkoniumdioxid ZrO2.
- I nästa steg blandas zirkoniumdioxiden med kolpulver. Som bindemedel tillförs dextrin upplöst i vatten. Det hela pressas samman till briketter, som är lätt att transportera till kloreringsverket för förnyad klorering till ren zirkoniumtetraklorid.
- Kloriden överförs slutligen till metall med krollprocessen, som använder magnesium som hjälpämne. (Det är samma process som används för framställning av metallisk titan.)

### Högrent zirkonium
Vid måttligt hög temperatur förgasas jod. Ångan får verka på zirkonium, som då korroderar till zirkoniumjodid, ZrI4, som också är en gas. Gasblandningen leds mot en elektriskt upphettad motståndstråd. Zirkoniumjodiden sönderfaller då i jod, som återgår till processen och högrent zirkonium, som bildar kristaller som fastnar på tråden. Processen är långsam och blir så dyr att den inte får något kommersiellt intresse.